# Danh sách cầu thủ tham dự Giải bóng đá Vô địch Quốc gia 2024–25
Đây là danh sách cầu thủ tham dự Giải bóng đá Vô địch Quốc gia 2024–25 (LPBank V.League 1 – 2024/25).

## Danh sách đăng ký

### Đội hình

#### Becamex Bình Dương
Ghi chú: Quốc kỳ chỉ đội tuyển quốc gia được xác định rõ trong điều lệ tư cách FIFA. Các cầu thủ có thể giữ hơn một quốc tịch ngoài FIFA.
| Số | VT | Quốc gia   | Cầu thủ                     |
| -- | -- | ---------- | --------------------------- |
| 2  | HV | Việt Nam   | Ngô Tùng Quốc               |
| 3  | HV | Việt Nam   | Quế Ngọc Hải (đội trưởng 2) |
| 4  | HV | Việt Nam   | Hồ Tấn Tài                  |
| 5  | HV | Việt Nam   | Nguyễn Hùng Thiện Đức       |
| 6  | TV | Brasil     | Wellington Nem              |
| 7  | TĐ | Việt Nam   | Nguyễn Trần Việt Cường      |
| 8  | TV | Việt Nam   | Tống Anh Tỷ                 |
| 9  | TĐ | Việt Nam   | Hà Đức Chinh                |
| 10 | TV | Việt Nam   | Võ Hoàng Minh Khoa          |
| 11 | TĐ | Việt Nam   | Bùi Vĩ Hào                  |
| 12 | TV | Kyrgyzstan | Odilzhon Abdurakhmanov      |
| 14 | TV | Việt Nam   | Nguyễn Hải Huy (Đội phó)    |
| 15 | HV | Việt Nam   | Nguyễn Khắc Vũ              |
| 16 | TV | Việt Nam   | Nguyễn Thành Nhân           |

| Số | VT | Quốc gia | Cầu thủ                       |
| -- | -- | -------- | ----------------------------- |
| 17 | HV | Việt Nam | Võ Minh Trọng                 |
| 18 | HV | Việt Nam | Nguyễn Ngọc Chiến             |
| 19 | TĐ | Việt Nam | Trần Duy Khánh                |
| 20 | HV | Việt Nam | Đoàn Tuấn Cảnh                |
| 21 | TV | Việt Nam | Trần Đình Khương              |
| 22 | TĐ | Việt Nam | Nguyễn Tiến Linh (đội trưởng) |
| 23 | TM | Việt Nam | Vũ Tuyên Quang                |
| 25 | TM | Việt Nam | Trần Minh Toàn                |
| 29 | TV | Cameroon | Mathias Malep                 |
| 33 | HV | Việt Nam | Nguyễn Thành Kiên             |
| 39 | TV | Việt Nam | Trần Trung Hiếu               |
| 46 | TM | Việt Nam | Phan Minh Thành               |
| 77 | TV | Việt Nam | Nghiêm Xuân Tú                |
| 93 | HV | Brasil   | Janclesio Almeida             |

#### Công an Hà Nội
Ghi chú: Quốc kỳ chỉ đội tuyển quốc gia được xác định rõ trong điều lệ tư cách FIFA. Các cầu thủ có thể giữ hơn một quốc tịch ngoài FIFA.
| Số | VT | Quốc gia | Cầu thủ                       |
| -- | -- | -------- | ----------------------------- |
| 1  | TM | Việt Nam | Nguyễn Filip                  |
| 3  | HV | Brasil   | Hugo Gomes                    |
| 4  | HV | Việt Nam | Lê Hải Đức                    |
| 5  | HV | Việt Nam | Đoàn Văn Hậu                  |
| 6  | HV | Việt Nam | Trương Văn Thiết              |
| 7  | HV | Pháp     | Jason Pendant                 |
| 8  | TV | Brasil   | Vitão                         |
| 10 | TV | Brasil   | Léo Artur                     |
| 11 | TV | Việt Nam | Lê Phạm Thành Long            |
| 12 | TV | Việt Nam | Hoàng Văn Toản                |
| 15 | HV | Việt Nam | Bùi Xuân Thịnh                |
| 16 | TĐ | Việt Nam | Nguyễn Đình Bắc               |
| 17 | HV | Việt Nam | Vũ Văn Thanh                  |
| 19 | TV | Việt Nam | Nguyễn Quang Hải (đội trưởng) |

| Số | VT | Quốc gia | Cầu thủ                                |
| -- | -- | -------- | -------------------------------------- |
| 20 | TĐ | Việt Nam | Phan Văn Đức                           |
| 21 | TV | Việt Nam | Phạm Văn Luân                          |
| 22 | TV | Việt Nam | Phạm Minh Phúc                         |
| 26 | HV | Việt Nam | Hà Văn Phương                          |
| 28 | HV | Việt Nam | Nguyễn Văn Đức                         |
| 29 | TV | Việt Nam | Nguyễn Trọng Long                      |
| 31 | HV | Việt Nam | Trần Đình Trọng                        |
| 33 | TM | Việt Nam | Đỗ Sỹ Huy                              |
| 34 | TM | Việt Nam | Chu Văn Tấn (mượn từ Sông Lam Nghệ An) |
| 36 | HV | Việt Nam | Hoàng Trung Anh                        |
| 68 | HV | Việt Nam | Bùi Hoàng Việt Anh                     |
| 72 | TĐ | Brasil   | Alan Grafite                           |
| 88 | TV | Việt Nam | Lê Văn Đô (mượn từ PVF-CAND)           |
| 98 | HV | Việt Nam | Giáp Tuấn Dương                        |

#### Đông Á Thanh Hóa
Ghi chú: Quốc kỳ chỉ đội tuyển quốc gia được xác định rõ trong điều lệ tư cách FIFA. Các cầu thủ có thể giữ hơn một quốc tịch ngoài FIFA.
| Số | VT | Quốc gia | Cầu thủ                |
| -- | -- | -------- | ---------------------- |
| 1  | TM | Việt Nam | Nguyễn Thanh Thắng     |
| 3  | HV | Hàn Quốc | Kim Won-sik            |
| 5  | HV | Việt Nam | Phạm Mạnh Hùng         |
| 6  | HV | Brasil   | Igor Salatiel          |
| 7  | HV | Việt Nam | Nguyễn Thanh Long      |
| 8  | TĐ | Việt Nam | Võ Nguyên Hoàng        |
| 9  | TĐ | Việt Nam | Nguyễn Văn Tùng        |
| 10 | TV | Việt Nam | Lê Văn Thắng (đội phó) |
| 12 | TV | Việt Nam | Nguyễn Thái Sơn        |
| 14 | HV | Việt Nam | Trương Thanh Nam       |
| 15 | HV | Việt Nam | Trịnh Văn Lợi          |
| 17 | TV | Việt Nam | Lâm Ti Phông           |
| 18 | HV | Việt Nam | Đinh Viết Tú           |
| 19 | TV | Việt Nam | Lê Quốc Phương         |
| 20 | TĐ | Brasil   | Ribamar                |
| 23 | TV | Việt Nam | Phạm Trùm Tỉnh         |

| Số | VT | Quốc gia | Cầu thủ                    |
| -- | -- | -------- | -------------------------- |
| 24 | TV | Việt Nam | Nguyễn Ngọc Mỹ             |
| 25 | TM | Việt Nam | Nguyễn Thanh Diệp          |
| 27 | TV | Việt Nam | A Mít                      |
| 28 | TV | Việt Nam | Hoàng Thái Bình            |
| 29 | TV | Việt Nam | Đoàn Ngọc Hà               |
| 30 | TM | Việt Nam | Y Êli Niê                  |
| 33 | TĐ | Brasil   | Yago Ramos                 |
| 34 | TV | Việt Nam | Doãn Ngọc Tân (đội trưởng) |
| 35 | TM | Việt Nam | Lê Anh Tuấn                |
| 45 | TV | Việt Nam | Nguyễn Bá Tiến             |
| 47 | TV | Việt Nam | Lê Văn Thuận               |
| 66 | HV | Việt Nam | Hà Châu Phi                |
| 67 | TM | Việt Nam | Trịnh Xuân Hoàng           |
| 88 | TV | Brasil   | Luiz Antonio               |
| 89 | TV | Việt Nam | Trần Ngọc Quý              |
| 95 | TV | Brasil   | Gustavo                    |

#### Hà Nội
Ghi chú: Quốc kỳ chỉ đội tuyển quốc gia được xác định rõ trong điều lệ tư cách FIFA. Các cầu thủ có thể giữ hơn một quốc tịch ngoài FIFA.
| Số | VT | Quốc gia | Cầu thủ                       |
| -- | -- | -------- | ----------------------------- |
| 1  | TM | Việt Nam | Nguyễn Duy Dũng               |
| 2  | HV | Việt Nam | Đỗ Duy Mạnh                   |
| 4  | HV | Hoa Kỳ   | Kyle Colonna                  |
| 5  | TM | Việt Nam | Nguyễn Văn Hoàng              |
| 6  | TV | Việt Nam | Ngô Đức Hoàng                 |
| 7  | HV | Việt Nam | Phạm Xuân Mạnh                |
| 8  | TV | Việt Nam | Đậu Văn Toàn                  |
| 9  | TĐ | Việt Nam | Phạm Tuấn Hải                 |
| 10 | TĐ | Việt Nam | Nguyễn Văn Quyết (Đội trưởng) |
| 13 | TM | Việt Nam | Quan Văn Chuẩn                |
| 14 | TV | Việt Nam | Nguyễn Hai Long               |
| 16 | HV | Việt Nam | Nguyễn Thành Chung            |
| 17 | HV | Việt Nam | Đào Văn Nam                   |
| 19 | TV | Việt Nam | Nguyễn Văn Trường             |
| 20 | HV | Việt Nam | Chu Văn Kiên                  |

| Số | VT | Quốc gia     | Cầu thủ                |
| -- | -- | ------------ | ---------------------- |
| 21 | TV | Việt Nam     | Vũ Đình Hai            |
| 23 | TĐ | Việt Nam     | Nguyễn Văn Tùng        |
| 25 | TĐ | Việt Nam     | Lê Xuân Tú             |
| 27 | TV | Croatia      | Luka Bobičanec         |
| 28 | HV | Việt Nam     | Lê Văn Hà              |
| 30 | TV | Việt Nam     | Bùi Long Nhật          |
| 31 | TV | Canada       | Pierre Lamothe         |
| 35 | HV | Việt Nam     | Nguyễn Xuân Kiên       |
| 45 | HV | Việt Nam     | Lê Văn Xuân            |
| 67 | HV | Việt Nam     | Trần Văn Thắng         |
| 74 | TV | Việt Nam     | Trương Văn Thái Quý    |
| 80 | TĐ | Guiné-Bissau | João Pedro             |
| 88 | TV | Việt Nam     | Đỗ Hùng Dũng (Đội phó) |
| 99 | TĐ | Brasil       | Daniel Passira         |

#### Hải Phòng
Ghi chú: Quốc kỳ chỉ đội tuyển quốc gia được xác định rõ trong điều lệ tư cách FIFA. Các cầu thủ có thể giữ hơn một quốc tịch ngoài FIFA.
| Số | VT | Quốc gia | Cầu thủ                                |
| -- | -- | -------- | -------------------------------------- |
| 1  | TM | Việt Nam | Nguyễn Đình Triệu                      |
| 4  | HV | Việt Nam | Đàm Tiến Dũng                          |
| 5  | HV | Việt Nam | Đặng Văn Tới                           |
| 6  | TV | Việt Nam | Nguyễn Thái Học                        |
| 8  | TV | Việt Nam | Lê Tiến Anh                            |
| 9  | TĐ | Brasil   | Lucão do Break                         |
| 10 | TV | Brasil   | Zé Paulo                               |
| 11 | TV | Việt Nam | Hồ Minh Dĩ                             |
| 12 | TV | Việt Nam | Trần Vũ Ngọc Tài                       |
| 15 | TV | Việt Nam | Nguyễn Ngọc Tú                         |
| 16 | HV | Việt Nam | Bùi Tiến Dụng                          |
| 17 | HV | Việt Nam | Phạm Trung Hiếu                        |
| 19 | TV | Việt Nam | Lê Mạnh Dũng                           |
| 21 | TĐ | Việt Nam | Ngô Văn Bắc (mượn từ Sông Lam Nghệ An) |

| Số | VT | Quốc gia | Cầu thủ           |
| -- | -- | -------- | ----------------- |
| 23 | TV | Việt Nam | Nguyễn Văn Ngọc   |
| 25 | TV | Haiti    | Bicou Bissainthe  |
| 26 | TM | Việt Nam | Nguyễn Văn Toản   |
| 27 | HV | Việt Nam | Nguyễn Nhật Minh  |
| 29 | TV | Việt Nam | Nguyễn Văn Minh   |
| 30 | TV | Việt Nam | Lương Hoàng Nam   |
| 36 | TM | Việt Nam | Phạm Văn Luân     |
| 38 | HV | Việt Nam | Nguyễn Trọng Hiếu |
| 45 | TV | Việt Nam | Nguyễn Thành Đồng |
| 56 | HV | Việt Nam | Nguyễn Duy Kiên   |
| 77 | TV | Việt Nam | Nguyễn Hữu Sơn    |
| 79 | TV | Việt Nam | Nguyễn Tuấn Anh   |
| 88 | TV | Việt Nam | Nguyễn Văn Tú     |
| 97 | TV | Việt Nam | Triệu Việt Hưng   |

#### Hồng Lĩnh Hà Tĩnh
Ghi chú: Quốc kỳ chỉ đội tuyển quốc gia được xác định rõ trong điều lệ tư cách FIFA. Các cầu thủ có thể giữ hơn một quốc tịch ngoài FIFA.
| Số | VT | Quốc gia | Cầu thủ                   |
| -- | -- | -------- | ------------------------- |
| 1  | TM | Việt Nam | Nguyễn Thanh Tùng         |
| 2  | HV | Việt Nam | Nguyễn Văn Nhuần          |
| 3  | HV | Việt Nam | Nguyễn Văn Hạnh           |
| 4  | HV | Việt Nam | Lâm Anh Quang             |
| 5  | TV | Việt Nam | Đặng Văn Trâm             |
| 6  | TV | Việt Nam | Lương Xuân Trường         |
| 7  | TV | Việt Nam | Trần Đình Tiến            |
| 8  | TV | Việt Nam | Nguyễn Trọng Hoàng        |
| 10 | TV | Việt Nam | Trần Phi Sơn (đội trưởng) |
| 12 | HV | Brasil   | Helerson                  |
| 14 | TV | Nga      | Viktor Le                 |
| 15 | HV | Pháp     | Leygley Adou              |
| 16 | TV | Việt Nam | Phạm Văn Long             |
| 17 | HV | Việt Nam | Trần Văn Bửu              |

| Số | VT | Quốc gia | Cầu thủ                   |
| -- | -- | -------- | ------------------------- |
| 18 | TĐ | Việt Nam | Vũ Quang Nam              |
| 19 | TV | Việt Nam | Nguyễn Công Thành         |
| 20 | TV | Việt Nam | Huỳnh Tiến Đạt            |
| 21 | TV | Việt Nam | Nguyễn Văn Huy            |
| 26 | TM | Việt Nam | Hồ Viết Đại               |
| 29 | TM | Việt Nam | Dương Tùng Lâm            |
| 30 | HV | Việt Nam | Vũ Viết Triều             |
| 36 | TĐ | Anh      | Noel Mbo                  |
| 38 | HV | Việt Nam | Võ Quốc Dân               |
| 39 | TV | Việt Nam | Huỳnh Tấn Tài             |
| 48 | TV | Việt Nam | Nguyễn Hoàng Trung Nguyên |
| 79 | HV | Việt Nam | Mai Sỹ Hoàng              |
| 88 | HV | Việt Nam | Bùi Duy Thường            |
| 94 | TĐ | Brasil   | Geovane Magno             |

#### Hoàng Anh Gia Lai
Ghi chú: Quốc kỳ chỉ đội tuyển quốc gia được xác định rõ trong điều lệ tư cách FIFA. Các cầu thủ có thể giữ hơn một quốc tịch ngoài FIFA.
| Số | VT | Quốc gia | Cầu thủ                      |
| -- | -- | -------- | ---------------------------- |
| 1  | TM | Việt Nam | Dương Văn Lợi                |
| 2  | HV | Việt Nam | Lê Văn Sơn                   |
| 3  | HV | Việt Nam | Phạm Lý Đức                  |
| 4  | HV | Việt Nam | A Hoàng                      |
| 6  | TV | Việt Nam | Trần Thanh Sơn               |
| 7  | HV | Việt Nam | Nguyễn Thanh Nhân            |
| 8  | TV | Việt Nam | Châu Ngọc Quang (đội phó)    |
| 10 | TV | Việt Nam | Trần Minh Vương (đội trưởng) |
| 11 | TĐ | Brasil   | Washington Brandão           |
| 15 | TĐ | Việt Nam | Trần Bảo Toàn                |
| 16 | TĐ | Việt Nam | Trần Gia Bảo                 |
| 17 | TV | Việt Nam | Hồ Minh Quyền                |
| 18 | TV | Việt Nam | Lê Hữu Phước                 |

| Số | VT | Quốc gia | Cầu thủ            |
| -- | -- | -------- | ------------------ |
| 20 | TV | Việt Nam | Cao Hoàng Minh     |
| 21 | HV | Việt Nam | Nguyễn Văn Triệu   |
| 22 | TV | Brasil   | Marciel Silva      |
| 24 | TM | Việt Nam | Phan Đình Vũ Hải   |
| 25 | TM | Việt Nam | Trần Trung Kiên    |
| 27 | HV | Việt Nam | Nguyễn Cảnh Anh    |
| 28 | HV | Việt Nam | Nguyễn Hữu Anh Tài |
| 30 | TĐ | Việt Nam | Vũ Minh Hiếu       |
| 33 | HV | Brasil   | Jairo Rodrigues    |
| 60 | TV | Việt Nam | Võ Đình Lâm        |
| 66 | HV | Việt Nam | Phan Du Học        |
| 81 | HV | Việt Nam | Nguyễn Duy Thắng   |
| 86 | TV | Việt Nam | Dụng Quang Nho     |

#### Quy Nhơn Bình Định
Ghi chú: Quốc kỳ chỉ đội tuyển quốc gia được xác định rõ trong điều lệ tư cách FIFA. Các cầu thủ có thể giữ hơn một quốc tịch ngoài FIFA.
| Số | VT | Quốc gia | Cầu thủ            |
| -- | -- | -------- | ------------------ |
| 2  | HV | Việt Nam | Dương Văn Khoa     |
| 3  | HV | Việt Nam | Trần Phạm Bảo Tuấn |
| 4  | HV | Việt Nam | Phan Ngọc Tín      |
| 5  | HV | Việt Nam | Lục Xuân Hưng      |
| 6  | TV | Việt Nam | Vũ Minh Tuấn       |
| 7  | TV | Việt Nam | Phạm Đức Huy       |
| 8  | TV | Việt Nam | Mạc Hồng Quân      |
| 9  | HV | Việt Nam | Hoàng Xuân Tân     |
| 10 | TĐ | Brasil   | Alisson Farias     |
| 11 | TV | Việt Nam | Mai Xuân Quyết     |
| 14 | TV | Séc      | Dương Thanh Tùng   |
| 15 | HV | Việt Nam | Vũ Xuân Cường      |
| 16 | TV | Việt Nam | Đinh Thành Luân    |
| 18 | HV | Việt Nam | Trần Trọng Hiếu    |

| Số | VT | Quốc gia | Cầu thủ             |
| -- | -- | -------- | ------------------- |
| 19 | TĐ | Brasil   | Léo                 |
| 20 | HV | Việt Nam | Nguyễn Sỹ Nam       |
| 21 | TĐ | Việt Nam | Đào Gia Việt        |
| 23 | TV | Việt Nam | Cao Văn Triền       |
| 25 | TM | Việt Nam | Nguyễn Anh Tuấn     |
| 26 | TM | Việt Nam | Huỳnh Tuấn Linh     |
| 27 | TV | Việt Nam | Ngô Xuân Toàn       |
| 29 | HV | Việt Nam | Cao Trần Hoàng Hùng |
| 67 | TĐ | Việt Nam | Ngô Hồng Phước      |
| 68 | TM | Việt Nam | Nguyễn Hoài Anh     |
| 77 | TĐ | Việt Nam | Lê Thanh Phong      |
| 81 | TV | Việt Nam | Đoàn Thanh Trường   |
| 94 | HV | Colombia | Luis Salazar        |

#### Quảng Nam
Ghi chú: Quốc kỳ chỉ đội tuyển quốc gia được xác định rõ trong điều lệ tư cách FIFA. Các cầu thủ có thể giữ hơn một quốc tịch ngoài FIFA.
| Số | VT | Quốc gia | Cầu thủ                       |
| -- | -- | -------- | ----------------------------- |
| 1  | TM | Việt Nam | Nguyễn Văn Công               |
| 2  | HV | Việt Nam | Vũ Tiến Long (mượn từ Hà Nội) |
| 3  | HV | Việt Nam | Trần Ngọc Hiệp                |
| 5  | HV | Cameroon | Alain Eyenga                  |
| 8  | TV | Việt Nam | Phan Thanh Hậu                |
| 9  | TĐ | Brasil   | Hyuri                         |
| 11 | TV | Việt Nam | Nguyễn Văn Trạng              |
| 12 | HV | Việt Nam | Trần Hoàng Trung              |
| 13 | HV | Việt Nam | Khổng Minh Gia Bảo            |
| 14 | HV | Việt Nam | Nguyễn Văn Đạt                |
| 15 | TV | Việt Nam | Trương Thanh Vương            |
| 16 | TV | Việt Nam | Lê Văn Quang Duyệt            |
| 17 | TV | Việt Nam | Uông Ngọc Tiến                |
| 18 | TV | Việt Nam | Võ Văn Toàn                   |
| 19 | HV | Việt Nam | Đoàn Công Thành               |

| Số | VT | Quốc gia | Cầu thủ                          |
| -- | -- | -------- | -------------------------------- |
| 20 | TV | Việt Nam | Lê Vũ Quốc Nhật                  |
| 21 | TV | Việt Nam | Nguyễn Văn Hiệp                  |
| 22 | TV | Việt Nam | Nguyễn Phú Nguyên                |
| 23 | TV | Việt Nam | Đặng Văn Lắm                     |
| 26 | TM | Việt Nam | Tống Đức An                      |
| 28 | TV | Việt Nam | Phù Trung Phong                  |
| 29 | TĐ | Việt Nam | Ngân Văn Đại                     |
| 34 | TM | Việt Nam | Nguyễn Tiến Mạnh                 |
| 35 | HV | Việt Nam | Nguyễn Duy Dương                 |
| 37 | HV | Việt Nam | Võ Ngọc Đức                      |
| 39 | TĐ | Việt Nam | Hoàng Vũ Samson                  |
| 59 | HV | Việt Nam | Hứa Quốc Thắng                   |
| 68 | TV | Việt Nam | Nguyễn Cảnh Tài (mượn từ Hà Nội) |
| 90 | TĐ | Nigeria  | Charles Atshimene                |
| 98 | TV | Việt Nam | Hoàng Thế Tài                    |

#### SHB Đà Nẵng
Ghi chú: Quốc kỳ chỉ đội tuyển quốc gia được xác định rõ trong điều lệ tư cách FIFA. Các cầu thủ có thể giữ hơn một quốc tịch ngoài FIFA.
| Số | VT | Quốc gia | Cầu thủ                    |
| -- | -- | -------- | -------------------------- |
| 1  | TM | Việt Nam | Phan Văn Biểu              |
| 3  | HV | Brasil   | Marlon Rangel              |
| 6  | TV | Việt Nam | Đặng Anh Tuấn (Đội trưởng) |
| 7  | TV | Việt Nam | Nguyễn Hữu Dũng            |
| 8  | TV | Việt Nam | Võ Ngọc Toàn               |
| 9  | TĐ | Brasil   | Yuri Mamute                |
| 11 | TĐ | Việt Nam | Phan Văn Long              |
| 12 | HV | Việt Nam | Trịnh Hoa Hùng             |
| 13 | TĐ | Việt Nam | Hà Minh Tuấn               |
| 16 | TV | Việt Nam | Phạm Văn Hữu               |
| 18 | TV | Việt Nam | Phạm Đình Duy              |
| 20 | HV | Việt Nam | Lương Duy Cương            |
| 21 | TV | Việt Nam | Nguyễn Phi Hoàng           |
| 22 | HV | Việt Nam | Nguyễn Công Nhật           |
| 24 | TV | Việt Nam | Nguyễn Trọng Nam           |

| Số | VT | Quốc gia | Cầu thủ                         |
| -- | -- | -------- | ------------------------------- |
| 25 | TM | Việt Nam | Phạm Văn Cường                  |
| 26 | HV | Việt Nam | Đoàn Anh Việt                   |
| 27 | TV | Việt Nam | Giang Trần Quách Tân            |
| 28 | HV | Việt Nam | Mai Quốc Tú                     |
| 34 | HV | Việt Nam | Lê Quang Hùng                   |
| 38 | TĐ | Việt Nam | Nguyễn Minh Quang               |
| 41 | HV | Brasil   | Cássio Scheid                   |
| 43 | HV | Việt Nam | Lê Văn Hưng                     |
| 67 | TV | Việt Nam | Võ Minh Đan                     |
| 68 | HV | Việt Nam | Nguyễn Đức Anh (mượn từ Hà Nội) |
| 77 | TM | Việt Nam | Hồ Tùng Hân                     |
| 81 | TV | Việt Nam | Trần Vương                      |
| 86 | HV | Việt Nam | Liễu Quang Vinh                 |
| 91 | TM | Việt Nam | Bùi Tiến Dũng                   |
| 95 | TV | Việt Nam | Nguyễn Hồng Sơn                 |

#### Sông Lam Nghệ An
Ghi chú: Quốc kỳ chỉ đội tuyển quốc gia được xác định rõ trong điều lệ tư cách FIFA. Các cầu thủ có thể giữ hơn một quốc tịch ngoài FIFA.
| Số | VT | Quốc gia | Cầu thủ                 |
| -- | -- | -------- | ----------------------- |
| 1  | TM | Việt Nam | Nguyễn Văn Việt         |
| 2  | HV | Việt Nam | Vương Văn Huy           |
| 3  | HV | Việt Nam | Lê Nguyên Hoàng         |
| 4  | HV | Việt Nam | Hồ Khắc Lương           |
| 5  | HV | Việt Nam | Lê Văn Thành            |
| 6  | HV | Việt Nam | Trần Đình Hoàng         |
| 7  | TĐ | Nigeria  | Michael Olaha (captain) |
| 8  | HV | Việt Nam | Hồ Văn Cường            |
| 9  | TV | Việt Nam | Đinh Xuân Tiến          |
| 10 | TĐ | Nigeria  | Benjamin Kuku           |
| 11 | TV | Việt Nam | Trần Mạnh Quỳnh         |
| 12 | HV | Việt Nam | Bùi Thanh Đức           |
| 13 | TĐ | Việt Nam | Phùng Văn Nam           |
| 14 | TV | Việt Nam | Nguyễn Trọng Tuấn       |
| 15 | HV | Paraguay | Sebastián Zaracho       |
| 16 | TV | Việt Nam | Nguyễn Quang Vinh       |

| Số | VT | Quốc gia | Cầu thủ                |
| -- | -- | -------- | ---------------------- |
| 17 | TV | Việt Nam | Trần Nam Hải           |
| 18 | TĐ | Việt Nam | Hồ Phúc Tịnh           |
| 19 | TV | Việt Nam | Phan Bá Quyền          |
| 20 | TĐ | Việt Nam | Ngô Văn Lương          |
| 21 | TĐ | Việt Nam | Phan Xuân Đại          |
| 22 | TV | Việt Nam | Nguyễn Xuân Bình       |
| 23 | HV | Việt Nam | Nguyễn Mai Hoàng       |
| 25 | TM | Việt Nam | Nguyễn Hữu Hậu         |
| 26 | TM | Việt Nam | Cao Văn Bình           |
| 27 | TV | Việt Nam | Phạm Nguyễn Quốc Trung |
| 28 | TV | Việt Nam | Nguyễn Văn Bách        |
| 29 | TV | Việt Nam | Đặng Quang Tú          |
| 33 | HV | Việt Nam | Phan Văn Thành         |
| 38 | TĐ | Việt Nam | Lê Đình Long Vũ        |
| —  | HV | Việt Nam | Hoàng Văn Khánh        |
| —  | TV | Việt Nam | Hồ Khắc Ngọc           |

#### Thể Công – Viettel
Ghi chú: Quốc kỳ chỉ đội tuyển quốc gia được xác định rõ trong điều lệ tư cách FIFA. Các cầu thủ có thể giữ hơn một quốc tịch ngoài FIFA.
| Số | VT | Quốc gia | Cầu thủ                    |
| -- | -- | -------- | -------------------------- |
| 1  | TM | Việt Nam | Ngô Xuân Sơn               |
| 3  | HV | Việt Nam | Nguyễn Thanh Bình          |
| 4  | HV | Việt Nam | Bùi Tiến Dũng (Đội trưởng) |
| 5  | HV | Việt Nam | Nguyễn Minh Tùng           |
| 6  | TV | Việt Nam | Nguyễn Công Phương         |
| 7  | TV | Việt Nam | Nguyễn Đức Chiến           |
| 8  | TV | Việt Nam | Nguyễn Hữu Thắng           |
| 9  | TĐ | Brasil   | Amarildo                   |
| 10 | TV | Brasil   | Pedro Henrique             |
| 11 | TV | Việt Nam | Khuất Văn Khang            |
| 12 | HV | Việt Nam | Phan Tuấn Tài              |
| 15 | HV | Việt Nam | Đặng Tuấn Phong            |
| 16 | TV | Việt Nam | Lê Quốc Nhật Nam           |
| 17 | TV | Việt Nam | Nguyễn Đức Hoàng Minh      |

| Số | VT | Quốc gia | Cầu thủ             |
| -- | -- | -------- | ------------------- |
| 22 | TĐ | Việt Nam | Trần Danh Trung     |
| 23 | TĐ | Việt Nam | Nhâm Mạnh Dũng      |
| 25 | TM | Việt Nam | Quàng Thế Tài       |
| 26 | TV | Việt Nam | Bùi Văn Đức         |
| 31 | HV | Việt Nam | Nguyễn Hữu Thái Bảo |
| 32 | TĐ | Brasil   | Wesley Natã         |
| 34 | TV | Việt Nam | Đinh Tuấn Tài       |
| 36 | TM | Việt Nam | Phạm Văn Phong      |
| 39 | TĐ | Việt Nam | Dương Văn Hào       |
| 66 | HV | Việt Nam | Nguyễn Mạnh Hưng    |
| 68 | HV | Việt Nam | Nguyễn Hồng Phúc    |
| 79 | TĐ | Việt Nam | Nguyễn Đăng Dương   |
| 86 | TV | Việt Nam | Trương Tiến Anh     |
| 88 | TV | Việt Nam | Nguyễn Hữu Nam      |

#### Thép Xanh Nam Định
Ghi chú: Quốc kỳ chỉ đội tuyển quốc gia được xác định rõ trong điều lệ tư cách FIFA. Các cầu thủ có thể giữ hơn một quốc tịch ngoài FIFA.
| Số | VT | Quốc gia | Cầu thủ               |
| -- | -- | -------- | --------------------- |
| 3  | TV | Việt Nam | Dương Thanh Hào       |
| 4  | HV | Brasil   | Lucas Alves           |
| 7  | HV | Việt Nam | Nguyễn Phong Hồng Duy |
| 8  | TV | Việt Nam | Nguyễn Đình Sơn       |
| 9  | TĐ | Việt Nam | Nguyễn Văn Toàn       |
| 10 | TV | Brasil   | Hendrio Araujo        |
| 11 | TV | Việt Nam | Nguyễn Tuấn Anh       |
| 13 | HV | Việt Nam | Trần Văn Kiên         |
| 14 | TĐ | Việt Nam | Nguyễn Xuân Son       |
| 15 | TV | Việt Nam | Trần Văn Trung        |
| 16 | TV | Việt Nam | Trần Văn Công         |
| 17 | HV | Việt Nam | Nguyễn Văn Vĩ         |
| 18 | TĐ | Uganda   | Joseph Mpande         |
| 19 | TV | Việt Nam | Trần Văn Đạt          |

| Số | VT | Quốc gia | Cầu thủ           |
| -- | -- | -------- | ----------------- |
| 22 | TĐ | Việt Nam | Hoàng Minh Tuấn   |
| 23 | TM | Việt Nam | Lê Vũ Phong       |
| 26 | TM | Việt Nam | Trần Nguyên Mạnh  |
| 28 | TV | Việt Nam | Tô Văn Vũ         |
| 29 | TM | Việt Nam | Trần Đức Dũng     |
| 30 | TĐ | Brasil   | Lucas Silva       |
| 32 | HV | Việt Nam | Ngô Đức Huy       |
| 34 | HV | Brasil   | Wálber            |
| 71 | HV | Việt Nam | Trần Quang Thịnh  |
| 77 | TV | Brasil   | Caio César        |
| 82 | TM | Việt Nam | Trần Liêm Điều    |
| 88 | TV | Việt Nam | Lý Công Hoàng Anh |
| 91 | TĐ | Việt Nam | Nguyễn Văn Anh    |
| —  | TĐ | Brasil   | Rogerio Alves     |

#### Thành phố Hồ Chí Minh
Ghi chú: Quốc kỳ chỉ đội tuyển quốc gia được xác định rõ trong điều lệ tư cách FIFA. Các cầu thủ có thể giữ hơn một quốc tịch ngoài FIFA.
| Số | VT | Quốc gia | Cầu thủ                                         |
| -- | -- | -------- | ----------------------------------------------- |
| 3  | HV | Việt Nam | Nguyễn Thanh Thảo                               |
| 4  | HV | Việt Nam | Quan Huỳnh Thanh Quý                            |
| 5  | HV | Hoa Kỳ   | Zan Nguyễn                                      |
| 6  | TV | Việt Nam | Võ Huy Toàn                                     |
| 7  | TV | Việt Nam | Đoàn Hải Quân                                   |
| 8  | TV | Việt Nam | Nguyễn Vũ Tín                                   |
| 9  | TĐ | Estonia  | Erik Sorga                                      |
| 10 | TV | Việt Nam | Hoàng Vĩnh Nguyên                               |
| 11 | TV | Việt Nam | Lâm Thuận                                       |
| 12 | TĐ | Việt Nam | Nguyễn Ngọc Hậu                                 |
| 14 | TV | Malaysia | Endrick (mượn từ câu lạc bộ Johor Darul Ta'zim) |
| 15 | TV | Việt Nam | Nguyễn Thái Quốc Cường                          |
| 16 | TV | Việt Nam | Nguyễn Thanh Khôi                               |

| Số | VT | Quốc gia | Cầu thủ              |
| -- | -- | -------- | -------------------- |
| 17 | TV | Việt Nam | Nguyễn Minh Trung    |
| 18 | TĐ | Việt Nam | Bùi Ngọc Long        |
| 19 | HV | Việt Nam | Adriano Schmidt      |
| 20 | HV | Việt Nam | Võ Hữu Việt Hoàng    |
| 21 | TV | Việt Nam | Đào Quốc Gia         |
| 22 | TM | Việt Nam | Trần Văn Tiến        |
| 23 | HV | Brasil   | Matheus Duarte       |
| 27 | TV | Việt Nam | Phan Nhật Thanh Long |
| 28 | HV | Việt Nam | Trần Hoàng Phúc      |
| 29 | TV | Việt Nam | Nguyễn Hạ Long       |
| 32 | HV | Việt Nam | Trần Mạnh Cường      |
| 89 | TM | Slovakia | Patrik Lê Giang      |

## Thị trường chuyển nhượng

### Giai đoạn 1
| Ngày              | Cầu thủ                   | Chuyển từ              | Chuyển đến            |
| ----------------- | ------------------------- | ---------------------- | --------------------- |
| 28 tháng 6, 2024  | Yuri Mamute               | Cầu thủ tự do          | SHB Đà Nẵng           |
| 10 tháng 7, 2024  | Marlon Rangel             | Quy Nhơn Bình Định     | SHB Đà Nẵng           |
| 08 tháng 7, 2024  | Đoàn Thanh Trường         | Thép Xanh Nam Định     | Quy Nhơn Bình Định    |
| 15 tháng 7, 2024  | Hồ Tấn Tài                | Công an Hà Nội         | Becamex Bình Dương    |
| 15 tháng 7, 2024  | Alan Grafite              | Quy Nhơn Bình Định     | Công an Hà Nội        |
| 15 tháng 7, 2024  | Nguyễn Mạnh Cường         | Quy Nhơn Bình Định     | Thành phố Hồ Chí Minh |
| 17 tháng 7, 2024  | Trần Mạnh Cường           | Thể Công – Viettel     | Thành phố Hồ Chí Minh |
| 18 tháng 7, 2024  | Bùi Tiến Dũng             | Hoàng Anh Gia Lai      | Thành phố Hồ Chí Minh |
| 18 tháng 7, 2024  | Hồ Thanh Minh             | Huế                    | Hà Nội                |
| 18 tháng 7, 2024  | Chu Văn Kiên              | Thành phố Hồ Chí Minh  | Hà Nội                |
| 19 tháng 7, 2024  | Nguyễn Hồng Sơn           | Bắc Ninh               | SHB Đà Nẵng           |
| 22 tháng 7, 2024  | Ngô Tùng Quốc             | Thành phố Hồ Chí Minh  | Becamex Bình Dương    |
| 27 tháng 7, 2024  | Trần Đình Trọng           | Quy Nhơn Bình Định     | Công an Hà Nội        |
| 27 tháng 7, 2024  | Joseph Mpande             | Hải Phòng              | Thép Xanh Nam Định    |
| 29 tháng 7, 2024  | Huỳnh Tấn Tài             | Hoàng Anh Gia Lai      | Hồng Lĩnh Hà Tĩnh     |
| 29 tháng 7, 2024  | Bùi Duy Thường            | Becamex Bình Dương     | Hồng Lĩnh Hà Tĩnh     |
| 29 tháng 7, 2024  | Nguyễn Hoàng Trung Nguyên | Phù Đổng Ninh Bình     | Hồng Lĩnh Hà Tĩnh     |
| 29 tháng 7, 2024  | Mai Sỹ Hoàng              | Sông Lam Nghệ An       | Hồng Lĩnh Hà Tĩnh     |
| 30 tháng 7, 2024  | Lê Quang Hùng             | Becamex Bình Dương     | SHB Đà Nẵng           |
| 30 tháng 7, 2024  | Nguyễn Minh Tùng          | Thành phố Hồ Chí Minh  | Thể Công – Viettel    |
| 30 tháng 7, 2024  | Bùi Văn Đức               | Hồng Lĩnh Hà Tĩnh      | Thể Công – Viettel    |
| 31 tháng 7,2024   | Adriano Schmidt           | Quy Nhơn Bình Định     | Thành phố Hồ Chí Minh |
| 31 tháng 7,2024   | Nghiêm Xuân Tú            | Quy Nhơn Bình Định     | Becamex Bình Dương    |
| 01 tháng 8, 2024  | Hà Đức Chinh              | Quy Nhơn Bình Định     | Becamex Bình Dương    |
| 02 tháng 8, 2024  | Jason Pendant             | Quevilly-Rouen         | Công an Hà Nội        |
| 02 tháng 8, 2024  | Benjamin Kuku             | H. Kfar Saba           | Sông Lam Nghệ An      |
| 02 tháng 8, 2024  | Sebastián Zaracho         | Guaraní                | Sông Lam Nghệ An      |
| 03 tháng 8, 2024  | Huỳnh Tiến Đạt            | Becamex Bình Dương     | Hồng Lĩnh Hà Tĩnh     |
| 03 tháng 8, 2024  | Hồ Viết Đại               | PVF–CAND               | Hồng Lĩnh Hà Tĩnh     |
| 5 tháng 8, 2024   | Marciel Silva da Silva    | Ferroviário            | Hoàng Anh Gia Lai     |
| 5 tháng 8, 2024   | Bruno Baio                | cầu thủ tự do          | Hoàng Anh Gia Lai     |
| 5 tháng 8, 2024   | Vũ Tiến Long              | Hà Nội                 | Quảng Nam (mượn)      |
| 06 tháng 8, 2024  | Lê Trung Vinh             | Thành phố Hồ Chí Minh  | Hoàng Anh Gia Lai     |
| 06 tháng 8, 2024  | Joseph Onoja              | Becamex Bình Dương     | Hà Nội                |
| 06 tháng 8, 2024  | Chu Văn Tấn               | Sông Lam Nghệ An       | Công an Hà Nội        |
| 07 tháng 8, 2024  | Lê Văn Đô                 | PVF–CAND               | Công an Hà Nội        |
| 07 tháng 8, 2024  | Wesley Nata               | Rodina Moscow          | Thể Công – Viettel    |
| 08 tháng 8, 2024  | Amarildo                  | Tombense               | Thể Công – Viettel    |
| 08 tháng 8, 2024  | Nguyễn Thái Quốc Cường    | Bà Rịa – Vũng Tàu      | Thành phố Hồ Chí Minh |
| 08 tháng 8, 2024  | Gabriel Morbeck           | EC São José            | Quy Nhơn Bình Định    |
| 08 tháng 8, 2024  | Walber Motta              | Cầu thủ tự do          | Thép Xanh Nam Định    |
| 11 tháng 8, 2024  | Zan Nguyen                | Cầu thủ tự do          | Thành phố Hồ Chí Minh |
| 13 tháng 8, 2024  | Đoàn Anh Việt             | Đồng Tháp              | SHB Đà Nẵng           |
| 13 tháng 8, 2024  | Werick Caetano            | Beroe                  | SHB Đà Nẵng           |
| 13 tháng 8, 2024  | Léo Artur                 | Quy Nhơn Bình Định     | Công an Hà Nội        |
| 14 tháng 8 , 2024 | Vitão                     | Itabaiana              | Công an Hà Nội        |
| 15 tháng 8, 2024  | Mai Xuân Quyết            | Thép Xanh Nam Định     | Quy Nhơn Bình Định    |
| 15 tháng 8, 2024  | Trần Trọng Hiếu           | Khánh Hòa              | Quy Nhơn Bình Định    |
| 15 tháng 8, 2024  | Lê Thanh Phong            | Long An                | Quy Nhơn Bình Định    |
| 15 tháng 8, 2024  | Nguyễn Ngọc Toàn          | Huế                    | Quy Nhơn Bình Định    |
| 15 tháng 8, 2024  | Dương Văn Khoa            | Hải Phòng              | Quy Nhơn Bình Định    |
| 15 tháng 8, 2024  | Hoàng Xuân Tân            | PVF–CAND               | Quy Nhơn Bình Định    |
| 15 tháng 8, 2024  | Nguyễn Văn Đức            | Quy Nhơn Bình Định     | Công an Hà Nội        |
| 15 tháng 8, 2024  | Nguyễn Đình Bắc           | Quảng Nam              | Công an Hà Nội        |
| 15 tháng 8, 2024  | Mai Sỹ Hoàng              | Sông Lam Nghệ An       | Hồng Lĩnh Hà Tĩnh     |
| 15 tháng 8, 2024  | Nguyễn Công Thành         | Đồng Tháp              | Hồng Lĩnh Hà Tĩnh     |
| 15 tháng 8, 2024  | Nguyễn Tuấn Anh           | Hoàng Anh Gia Lai      | Thép Xanh Nam Định    |
| 15 tháng 8, 2024  | Wálber                    | Água Santa-SP          | Thép Xanh Nam Định    |
| 15 tháng 8, 2024  | Trần Văn Trung            | Công an Hà Nội         | Thép Xanh Nam Định    |
| 15 tháng 8, 2024  | Jeferson Elias            | Công an Hà Nội         | Hoàng Anh Gia Lai     |
| 15 tháng 8, 2024  | Bùi Duy Bảo               | Huế                    | SHB Đà Nẵng           |
| 15 tháng 8, 2024  | Endrick                   | Johor Darul Ta'zim FC  | Thành phố Hồ Chí Minh |
| 16 tháng 8, 2024  | Quan Huỳnh Thanh Quý      | Becamex Bình Dương     | Thành phố Hồ Chí Minh |
| 16 tháng 8, 2024  | Caio César                | CRB                    | Thép Xanh Nam Định    |
| 17 tháng 8, 2024  | Nguyễn Thành Nhân         | Khánh Hòa              | Becamex Bình Dương    |
| 17 tháng 8, 2024  | Kyle Colonna              | New Mexico United      | Hà Nội                |
| 19 tháng 8, 2024  | Hugo Gomes                | Muaither SC            | Công an Hà Nội        |
| 19 tháng 8, 2024  | Yago Ramos                | Quảng Nam              | Đông Á Thanh Hóa      |
| 19 tháng 8, 2024  | Patrik Lê Giang           | Công an Hà Nội         | Thành phố Hồ Chí Minh |
| 20 tháng 8, 2024  | Augustine Chidi Kwem      | AmaZulu FC             | Hà Nội                |
| 20 tháng 8, 2024  | Zé Paulo                  | PSM Makassar           | Hải Phòng             |
| 21 tháng 8, 2024  | Nguyễn Sỹ Nam             | Đông Á Thanh Hóa       | Quy Nhơn Bình Định    |
| 22 tháng 8, 2024  | Kim Won-sik               | Yeoju FC               | Đông Á Thanh Hóa      |
| 25 tháng 8, 2024  | Lục Xuân Hưng             | Trường Tươi Bình Phước | Quy Nhơn Bình Định    |
| 25 tháng 8, 2024  | Matheus Duarte            | Al-Orobah              | Thành phố Hồ Chí Minh |
| 27 tháng 8, 2024  | Geovane Magno             | Công an Hà Nội         | Hồng Lĩnh Hà Tĩnh     |
| 28 tháng 8, 2024  | Keziah Veendorp           | Bengaluru FC           | Hà Nội                |
| 28 tháng 8, 2024  | Đoàn Hải Quân             | Becamex Bình Dương     | Thành phố Hồ Chí Minh |
| 28 tháng 8, 2024  | Noel Mbo                  | Panevezys              | Hồng Lĩnh Hà Tĩnh     |
| 29 tháng 8, 2024  | João Pedro                | Dibba Al-Hisn          | Hà Nội                |
| 29 tháng 8, 2024  | Helerson                  | Tacuary FBC            | Hồng Lĩnh Hà Tĩnh     |
| 30 tháng 8 , 2024 | Lucas Silva               | Torreense              | Thép Xanh Nam Định    |
| 30 tháng 8 , 2024 | Trần Quang Thịnh          | Công an Hà Nội         | Thép Xanh Nam Định    |
| 30 tháng 8 , 2024 | Leygley Adou              | Racing Besançon        | Hồng Lĩnh Hà Tĩnh     |
| 1 tháng 9, 2024   | Bùi Tiến Dụng             | Công an Hà Nội         | Hải Phòng             |
| 1 tháng 9, 2024   | Ngô Văn Bắc               | Sông Lam Nghệ An       | Hải Phòng             |
| 1 tháng 9, 2024   | Nguyễn Duy Kiên           | Phú Thọ                | Hải Phòng             |
| 1 tháng 9, 2024   | Nguyễn Văn Ngọc           | Quảng Nam              | Hải Phòng             |
| 1 tháng 9, 2024   | Hứa Quốc Thắng            | Khánh Hòa              | Quảng Nam             |
| 1 tháng 9, 2024   | Nguyễn Phú Nguyên         | Trường Tươi Bình Phước | Quảng Nam             |
| 1 tháng 9, 2024   | Uông Ngọc Tiến            | Thành phố Hồ Chí Minh  | Quảng Nam             |
| 2 tháng 9, 2024   | Erik Sorga                | Sumgayit               | Thành phố Hồ Chí Minh |
| 3 tháng 9, 2024   | Nguyễn Xuân Kiên          | Thể Công – Viettel     | Hà Nội                |
| 5 tháng 9, 2024   | Odilzhon Abdurakhmanov    | Neftchi                | Becamex Bình Dương    |
| 5 tháng 9, 2024   | Alisson Farias            | CSA                    | Quy Nhơn Bình Định    |
| 9 tháng 9, 2024   | Cao Trần Hoàng Hùng       | Thể Công – Viettel     | Quy Nhơn Bình Định    |
| 9 tháng 9, 2024   | Charles Atshimene         | Becamex Bình Dương     | Quảng Nam             |
| 9 tháng 9, 2024   | Alain Eyenga              | Al-Najma               | Quảng Nam             |
| 9 tháng 9, 2024   | Wellington Nem            | Kisvárda               | Becamex Bình Dương    |
| 13 tháng 9, 2024  | Léo                       | Confiança              | Quy Nhơn Bình Định    |
| 24 tháng 9, 2024  | Moses Odo                 | Kidus Giorgis          | Thép Xanh Nam Định    |
| 25 tháng 9, 2024  | Luis Salazar              | América FC             | Quy Nhơn Bình Định    |
| 27 tháng 9, 2024  | Hyuri                     | Confiança              | Quảng Nam             |
| 29 tháng 9, 2024  | Jahongir Abdumominov      | Thể Công – Viettel     | Hà Nội                |
| 11 tháng 10, 2024 | Lucas Ribamar             | Clube do Remo          | Đông Á Thanh Hóa      |
| 11 tháng 10, 2024 | Igor Salatiel             | Al-Jahra               | Đông Á Thanh Hóa      |

### Giai đoạn 2
| Ngày              | Cầu thủ            | Chuyển từ             | Chuyển đến            |
| ----------------- | ------------------ | --------------------- | --------------------- |
| 20 tháng 12, 2024 | Nguyễn Đức Anh     | Hà Nội                | SHB Đà Nẵng           |
| 26 tháng 12, 2024 | Bùi Tiến Dũng      | Thành phố Hồ Chí Minh | SHB Đà Nẵng           |
| 4 tháng 1, 2025   | Hoàng Văn Khánh    | Thép Xanh Nam Định    | Sông Lam Nghệ An      |
| 4 tháng 1, 2025   | Hồ Khắc Ngọc       | Thép Xanh Nam Định    | Sông Lam Nghệ An      |
| 4 tháng 1, 2025   | Rogerio Alves      | Yelimay               | Thép Xanh Nam Định    |
| 8 tháng 1, 2025   | Luka Bobičanec     | NK Celje              | Hà Nội                |
| 9 tháng 1, 2025   | Pierre Lamothe     | Pacific FC            | Hà Nội                |
| 11 tháng 1, 2025  | Daniel Passira     | CDSA Bulo             | Hà Nội                |
| 13 tháng 1, 2025  | Phạm Đức Huy       | Thép Xanh Nam Định    | Quy Nhơn Bình Định    |
| 13 tháng 1, 2025  | Cássio Scheid      | Malut United          | SHB Đà Nẵng           |
| 21 tháng 1, 2025  | Washington Brandão | Kelantan Darul Naim   | Hoàng Anh Gia Lai     |
| 22 tháng 1, 2025  | Mathias Malep      | UMS de Loum           | Becamex Bình Dương    |
| 22 tháng 1, 2025  | Miche-Naider Chéry | Oakland Roots         | Hải Phòng             |
| 22 tháng 1, 2025  | Emerson Souza      | Floriana              | SHB Đà Nẵng           |
| 23 tháng 1, 2025  | Mark Huynh         | Athlone Town          | Becamex Bình Dương    |
| 25 tháng 1, 2025  | Rodrigo Rivas      | Puerto Cabello        | Quy Nhơn Bình Định    |
| 26 tháng 1, 2025  | Nguyễn Minh Tâm    | Long An               | Hoàng Anh Gia Lai     |
| 26 tháng 1, 2025  | Hoàng Minh Tiến    | Long An               | Hoàng Anh Gia Lai     |
| 26 tháng 1, 2025  | Đinh Quang Kiệt    | Long An               | Hoàng Anh Gia Lai     |
| 26 tháng 1, 2025  | Môi Sê             | Long An               | Hoàng Anh Gia Lai     |
| 1 tháng 2, 2025   | Brenner Marlos     | América Mineiro       | Thép Xanh Nam Định    |
| 1 tháng 2, 2025   | Romulo da Silva    | Cầu thủ tự do         | Thép Xanh Nam Định    |
| 5 tháng 2, 2025   | Thiago Henrique    | Trat                  | SHB Đà Nẵng           |
| 6 tháng 2, 2025   | Patryck Ferreira   | Madureira             | Thành phố Hồ Chí Minh |
| 12 tháng 3, 2025  | Santana Santos     | Pouso Alegre          | Công an Hà Nội        |
| 13 tháng 3, 2025  | Lâm Ti Phông       | Đông Á Thanh Hóa      | Thép Xanh Nam Định    |
| 13 tháng 3, 2025  | Kévin Pham Ba      | Marignane Gignac      | Thép Xanh Nam Định    |